# Incheckning (flygplats)

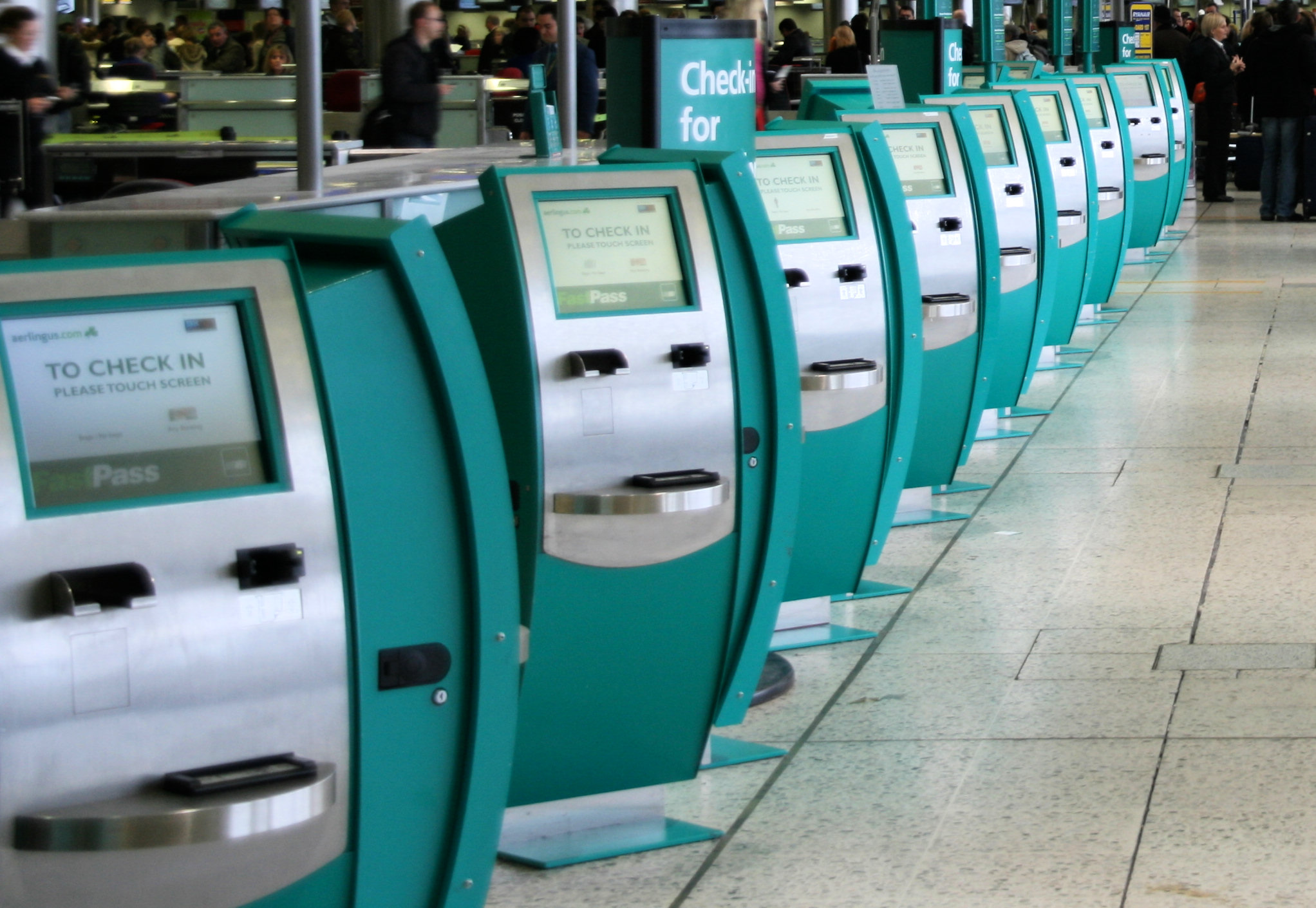
Exempel på självincheckningsmaskiner.

Incheckning vid en flygplats innebär att en passagerare erhåller sitt boardingkort och överlämnar sitt eventuella lastrumsbagage till flygbolaget. Incheckning kan antingen ske med hjälp av personal från flygbolaget eller annat bolag, eller genom en självincheckningsmaskin (där det dock finns personal tillgänglig).
Vid själva incheckningen måste passageraren ange ett referensnummer, sitt namn eller någon annan information för att flygbolaget ska kunna kontrollera att personen i fråga har köpt en biljett. I vissa fall krävs även att passageraren identifierar sig för flygbolaget genom pass eller annan legitimation med syfte att säkerställa att personen som checkar in är samma som personen vars namn står på boardingkortet, eller ibland med syfte att kontrollera att passageraren har rätt att resa in i destinationslandet.